# Steven Defour
Steven Arnold Defour (Mechelen, 15 de abril de 1988) é um ex-futebolista belga que atuava como volante.

## Carreira
Steven começou sua carreira no Zennester Hombeek, onde ele jogou pelo time B do KV Mechelen. Seguindo-se a falência do clube, ele foi contratado pelo Genk. Depois de uma curta temporada com o time B, Steven foi integrado ao time principal durante o inverno da temporada 2004–05. Ele não conseguiu mais do que entrar durante alguns jogos. Sua grande oportunidade então veio durante a temporada 2005–06, quando ganhou a chance de começar uma partida jogando, em decorrência das frequentes lesões que os titulares do time vinham sofrendo. E ele nunca perdeu o posto de titular novamente, e, com apenas 17 anos de idade, comandou o time e ganhou a aprovação de grande parte da torcida. Naquela temporada ele também foi convocado para jogar pela Seleção Belga. Após se desentender com a diretoria do Genk, rescindiu seu contrato com o clube e eram fortes as especulações de que Defour fosse acertar com o Ajax, da Holanda, mas ele acabou sendo contratado pelo Standard de Liège em julho de 2006.
Steven foi nomeado o capitão do time no começo da temporada 2007–08, após a saída do então capitão Sérgio Conceição. Pouco tempo depois, seu nome voltou a ser especulado no Ajax, dessa vez para substituir Wesley Sneijder, que havia se transferido para o Real Madrid.
Em 16 de janeiro de 2008, Defour recebeu a Chuteira de Ouro, o prêmio individual mais importante da Jupiler Pro League (Campeonato Belga), dado ao melhor jogador da temporada.
No dia 14 de agosto de 2011, foi oficializado como jogador do Porto.
Já no dia 13 de agosto de 2014, foi vendido por 6 milhões de euros para o Anderlecht.

## Títulos
Standard de Liège
- Jupiler Pro League: 2007–08 e 2008–09
- Supercopa da Bélgica: 2008 e 2009
- Copa da Bélgica: 2010–11

Porto
- Supertaça Cândido de Oliveira: 2011 e 2012
- Primeira Liga: 2011–12 e 2012–13